# National Gallery of Victoria Art School

La National Gallery of Victoria Art School (« école d'art de la galerie nationale de l'État de Victoria ») est un ancien lycée privée de beaux-arts fondé en 1867 à Melbourne. C'est le principal centre de formation académique en Australie jusqu'en 1910 environ.
L'institution a notamment été dirigée par le peintre William Dargie (en) (1946-1953), le peintre John Brack (1962-1968) et le sculpteur Lenton Parr (en), de 1968 à son absorption dans le Victorian College of the Arts (en), nouvellement créé et faisant partie de la faculté d'arts et musique de l'université de Melbourne.

## Personnalités notables de l'institution

### Administration
- Marc Clark (en), sculpteur et graveur (directeur assistant dans les années 1960)
- William Beckwith McInnes (en), peintre (professeur)
- Frederick McCubbin, peintre (professeur)

### Anciens élèves
- Ian Armstrong (en), peintre et graveur
- Caroline Barker (en), peintre
- Peter Booth (en), peintre
- Arthur Boyd, peintre et sculpteur
- Rupert Bunny, peintre
- Horace Brodzky (en), peintre, graveur et écrivain
- Norma Bull (en), peintre et graveuse
- Mary Card (en), designer
- Aileen Dent, peintre
- Moya Dyring, peintre cubiste
- Florence Fuller, peintre
- Henrietta Maria Gulliver, peintre
- Joy Hester, peintre et écrivaine
- Ruth Hollick (en), photographe
- John Howley (en), peintre
- Vida Lahey, peintre
- Percy Leason (en), dessinateur
- Joan Lindsay, écrivaine et peintre
- Norman Macgeorge (en), peintre
- Frederick McCubbin, peintre
- Max Meldrum, peintre
- Alan Moore (en), artiste de guerre
- William Beckwith McInnes (en), peintre
- Albert Ernest Newbury (en), peintre
- Sidney Nolan, peintre et illustrateur
- Helen Ogilvie (en), peintre et graveuse
- Margaret Preston, peintre
- Clifton Pugh (en), peintre et graveur
- James Peter Quinn, peintre
- Iso Rae, peintre
- Hilda Rix Nicholas, peintre
- Tom Roberts, peintre
- Clara Southern, peintre
- Constance Stokes, peintre
- Arthur Streeton, peintre
- Ruth Sutherland, peintre et critique d'art
- Jessie Traill, graveuse
- Fred Williams, peintre